# Carpodacus puniceus
Carpodacus puniceus là một loài chim trong họ Fringillidae.